# الوالد جيد بما فيه الكفاية
الوالد جيد بما فيه الكفاية  هو مفهوم مستمد من عمل DW Winnicott ، في جهوده لتوفير الدعم  لما أسماه «الغرائز الصوتية للآباء العاديين والأسر مستقرة وصحية».
امتداد لبطولة «الأم الجيدة العادية... الأم  المكرسة»،  تم تصميم فكرة الوالد الجيد بما فيه الكفاية من جهة للدفاع عن الأم والأب العاديين ضد ما اعتبره وينيكوت تهديدًا متناميًا من التدخل في الأسرة  من الخبرة المهنية؛ ومن ناحية أخرى لموازنة أخطار المثالية المبنية في مفاهيم كلينينية «للجسم الجيد» و «الأم الجيدة»،  من خلال التأكيد بدلاً من ذلك على البيئة الطبيعية التي يوفرها الآباء للطفل.

## خيبة الأمل
إن الوظيفة الأساسية للأبوة الجيدة هي توفير الخلفية الأساسية للسماح بخيبة أمل الطفل المتزايدة مع الوالدين والعالم، دون تدمير شهيتهم للحياة والقدرة على قبول الواقع (الخارجي والداخلي). من خلال النجاة من غضب الطفل وإحباطه من خيبات الأمل الضرورية في الحياة، فإن الأهل الكافيين سيمكنونه من الاتصال بهم على أساس مستمر وأكثر واقعية. كما يقول وينيكوت، فإن «الإمداد البيئي الجيد» هو الذي يجعل من الممكن للنسل «التكيف مع الصدمة الهائلة لفقد القدرة الكلية». عند عدم توفير مثل هذا الحكم، قد تكون التفاعلات العائلية قائمة على رابط خيالي، في التراجع عن العلاقة الحقيقية التي تعزز الذات الخاطئة وتقلل من القدرة المستمرة على استخدام الوالدين لتعزيز النمو العاطفي المستمر الذي يقدمه الوالدان الكافيان. 